# Radnóti Miklós Színház
A Radnóti Miklós Színház Budapest egyik színháza. (Gyakran Radnótiként vagy Radnóti Színházként emlegetik.)

## Épülete
Az intézmény címe: Budapest, Nagymező utca 11. (1065) Az épületben korábban a Pódium Kabaré működött.

## Története
1976. október 4-én kezdte meg üzemelését egy  modern színpadtechnikai eszközökkel felszerelt, felújított épületben az Irodalmi Színpad társulata. Az akkori vezető Keres Emil volt. A legelső előadás a névadóról, Radnóti Miklós magyar költőről szólt. Akkori neve Radnóti Miklós Színpad volt. A társulat tagjai rendszeresen tartottak előadásokat előadóestjeikkel a székhely, a Radnóti Miklós Színpadon kívül peremkerületekben, valamint Pest megye egyéb településein is. Ezen kívül rendhagyó irodalomórákat is megszerveztek, amelyeket általános- és középiskolákban is bemutattak és előadtak. A budai Angelika eszpresszóban minden hónapban egyszer egy-egy kortárs író bemutatásával adott elő a színház társulata. 1985-től a színház igazgatója Bálint András, 2016 februárjától Kováts Adél. Az 1980-as évek elejétől kezdődően egyre nagyobb arányban mutatott be a társulat főleg kortárs magyar szerzőktől egyfelvonásos előadásokat. A profil megváltoztatását az is jelzi, hogy 1988-tól a társulat Radnóti Miklós Színház néven működik. Napjainkban a színház műsorán nagyobb arányban jelennek meg a színművek az irodalmi estek, valamint az előadóestek mellett.

## Igazgatói
- Keres Emil (1976–1985)
- Bálint András (1985–2016)
- Kováts Adél (2016–)

## Társulat (2025/2026)

### Vezetés
- Igazgatóː Kováts Adél
- Főrendezőː Valló Péter
- Rendezőː Nagy Péter István
- Dramaturgokː Hárs Anna, Kelemen Kristóf, Sándor Júlia

### Színészek
- Bálint András
- Bata Éva
- Berényi Nóra Blanka
- Gazsó György
- Katona Péter Dániel
- Kováts Adél
- Krisztik Csaba
- László Zsolt
- Major Erik
- Martin Márta
- Mészáros Blanka
- Pál András
- Porogi Ádám
- Schneider Zoltán
- Sodró Eliza
- Tóth Ildikó

## Külső hivatkozások
- A Radnóti Miklós Színház honlapja